# Geografía de Guinea-Bisáu

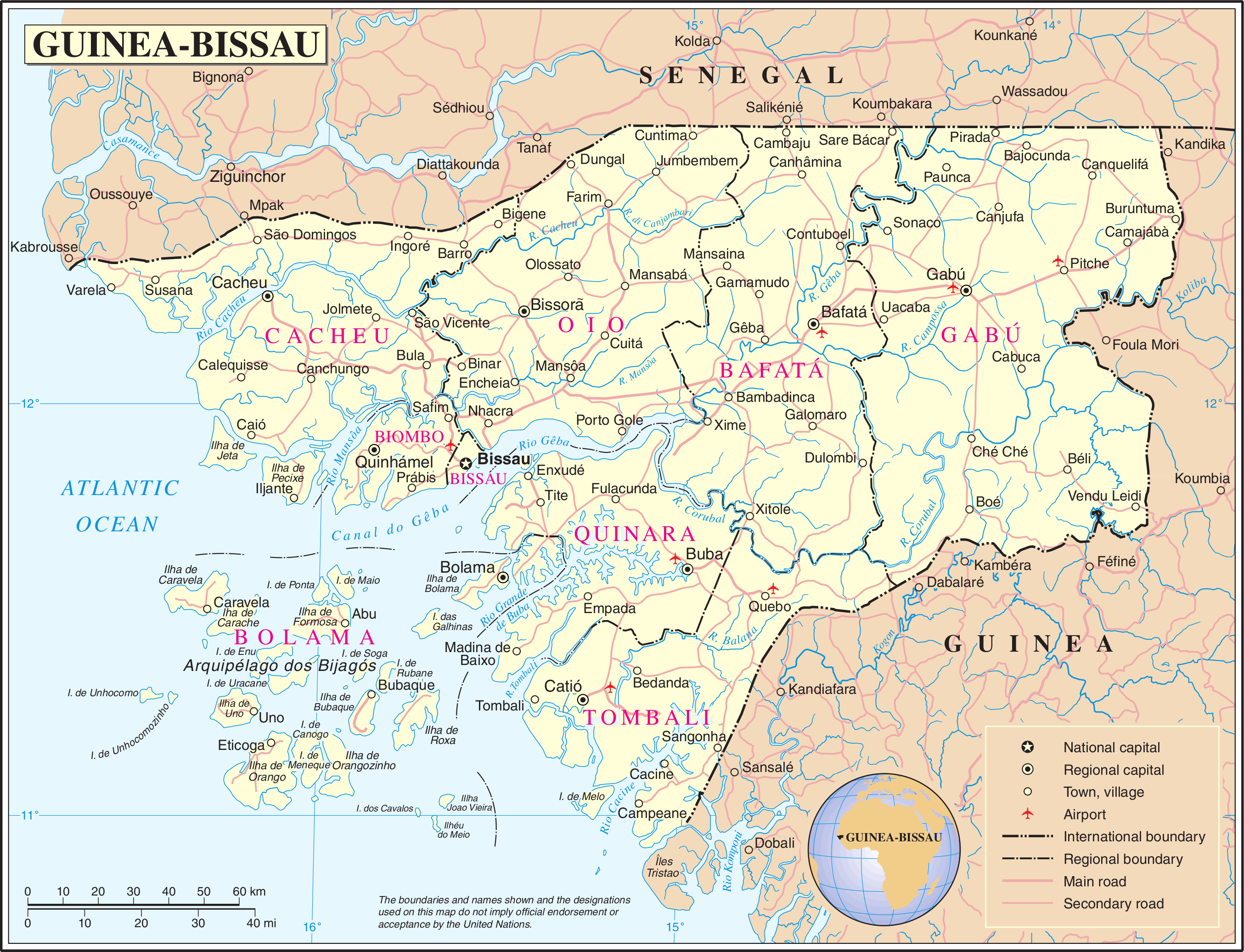
Guinea

La República de Guinea-Bisáu o Guinea-Bisáu, es un país del oeste de África, y uno de los más pequeños del África continental. Limita con Senegal al norte, y Guinea al Sur y al Este, y con el océano Atlántico al oeste. Durante la época colonial fue colonia portuguesa, formando parte de la denominada Guinea Portuguesa. Al independizarse, se agregó el nombre de su capital, Bisáu, al nombre oficial del país para evitar confusiones entre ésta y la República de Guinea.

## Relieve y recursos

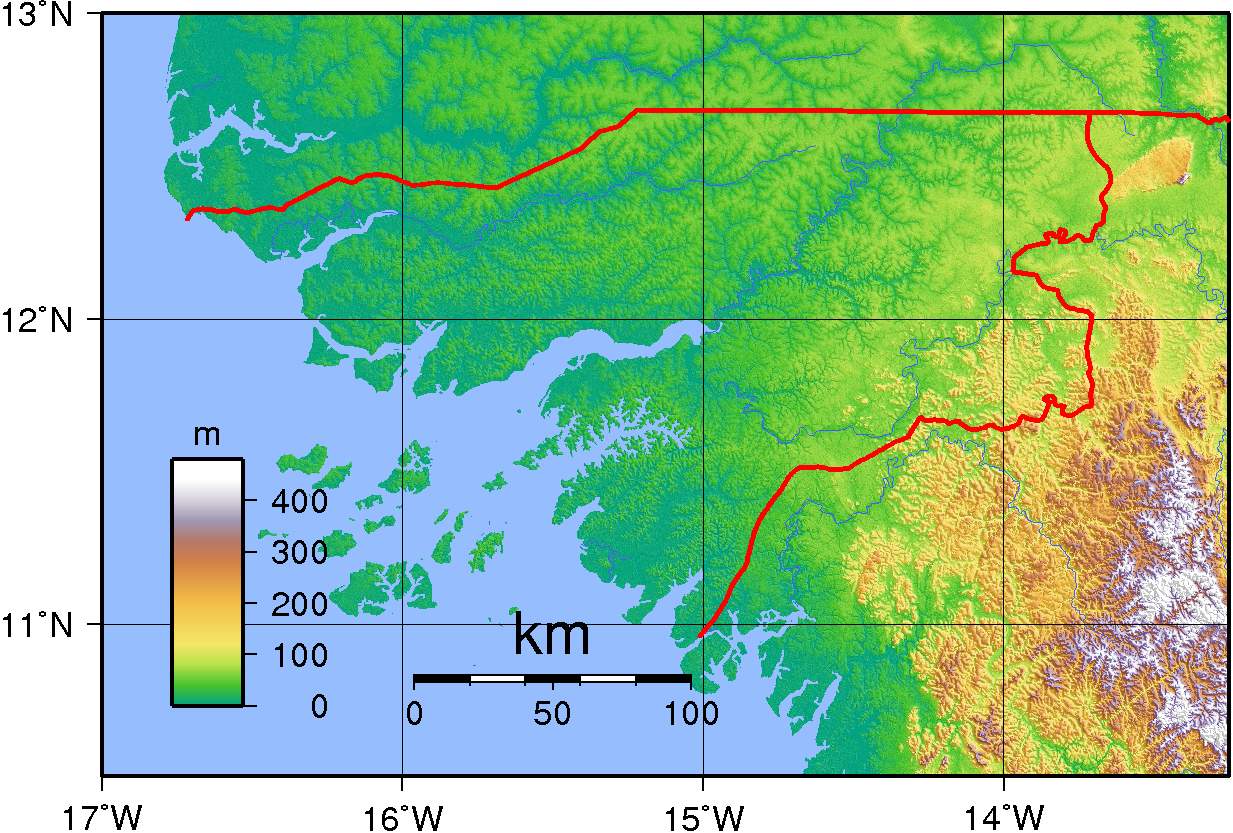
Topografía del país.

El relieve de Guinea-Bisáu es llano en el litoral, donde predominan los manglares de Guinea y se eleva ligeramente hacia las colinas del interior, donde predomina el mosaico de selva y sabana de Guinea. 
El punto más bajo está localizado en el mismo océano Atlántico. En cuanto el más alto (300 m s. n. m.) está situado en la esquina nordeste del país.
Los recursos naturales de Guinea-Bisáu incluyen: piscifactoría, madera, fosfato, bauxita, arcilla, granito, piedra caliza y pozos petrolíferos sin explotar. El 8,31% del terreno es cultivable y 250 km² cuenta con sistemas de regadío. Los peligros naturales incluyen varias tormentas de polvo a causa de los vientos alisios que pueden afectar a la visibilidad y ayudar a la propagación de incendios forestales y erosión del terreno.

## Hidrografía
Los ríos son pequeños, pero poseen importante estuarios que se ven fuertemente afectados por las mareas. Los principales cursos de agua son, de norte a sur: el río Cacheu (275 km), llamado Farim al norte, paralelo a la frontera con Senegal y al río senegalés Casamanza, con el parque nacional de los manglares del río Cacheu en su desembocadura; el río Mansôa (193 km), usado en tiempos como corredor a través de los pantanos para el comercio de esclavos en la región de Oio; el río Geba (540 km), que nace en Senegal, donde se conoce como río Kayanga y desemboca en un importante estuario en cuya orilla derecha se encuentra la capital, Bissau, y el río Corubal (600 km), al sudeste, que se acerca a Guinea y luego se dirige hacia el norte y se convierte en afluente del río Geba.
Otros ríos más cortos con importantes estuarios al sur del Geba son el río Grande de Buba, o de Bolola, importante puerto de esclavos en los siglos XVI y XVII, el río Tombali y el río Cacine.

## Climatología

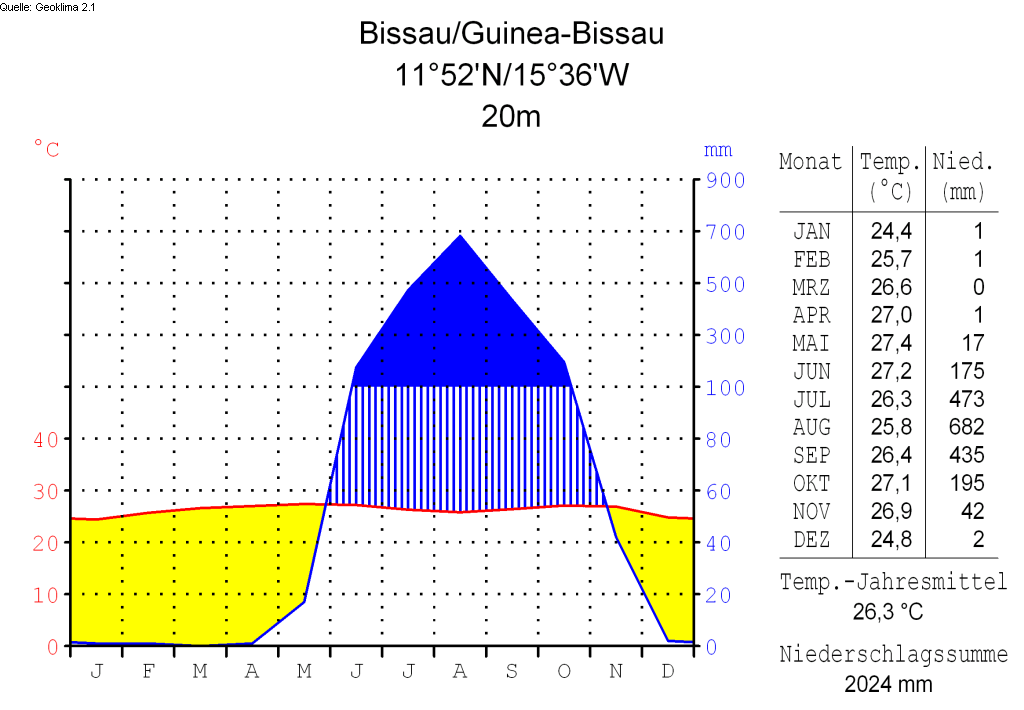
Temperaturas y precipitaciones en Bisáu.

El clima de Guinea-Bisáu es tropical con temperaturas altas y húmedas. La época de precipitaciones abarcan desde junio a noviembre con vientos del suroeste y temporada de sequía desde diciembre a mayo con vientos de componente nordeste.
Las temperaturas son cálidas durante todo el año con una pequeña fluctuación, la temperatura media es de 26,3 °C. La media de precipitaciones en el país es de 2024 mm, aunque la mayor parte de las lluvias se producen durante la época de mayor intensidad (de junio a octubre). De diciembre hasta abril, el país atraviesa por periodos de sequía. En el norte, las lluvias disminuyen a unos 1.500 mm de media.

## Áreas protegidas de Guinea Bisáu

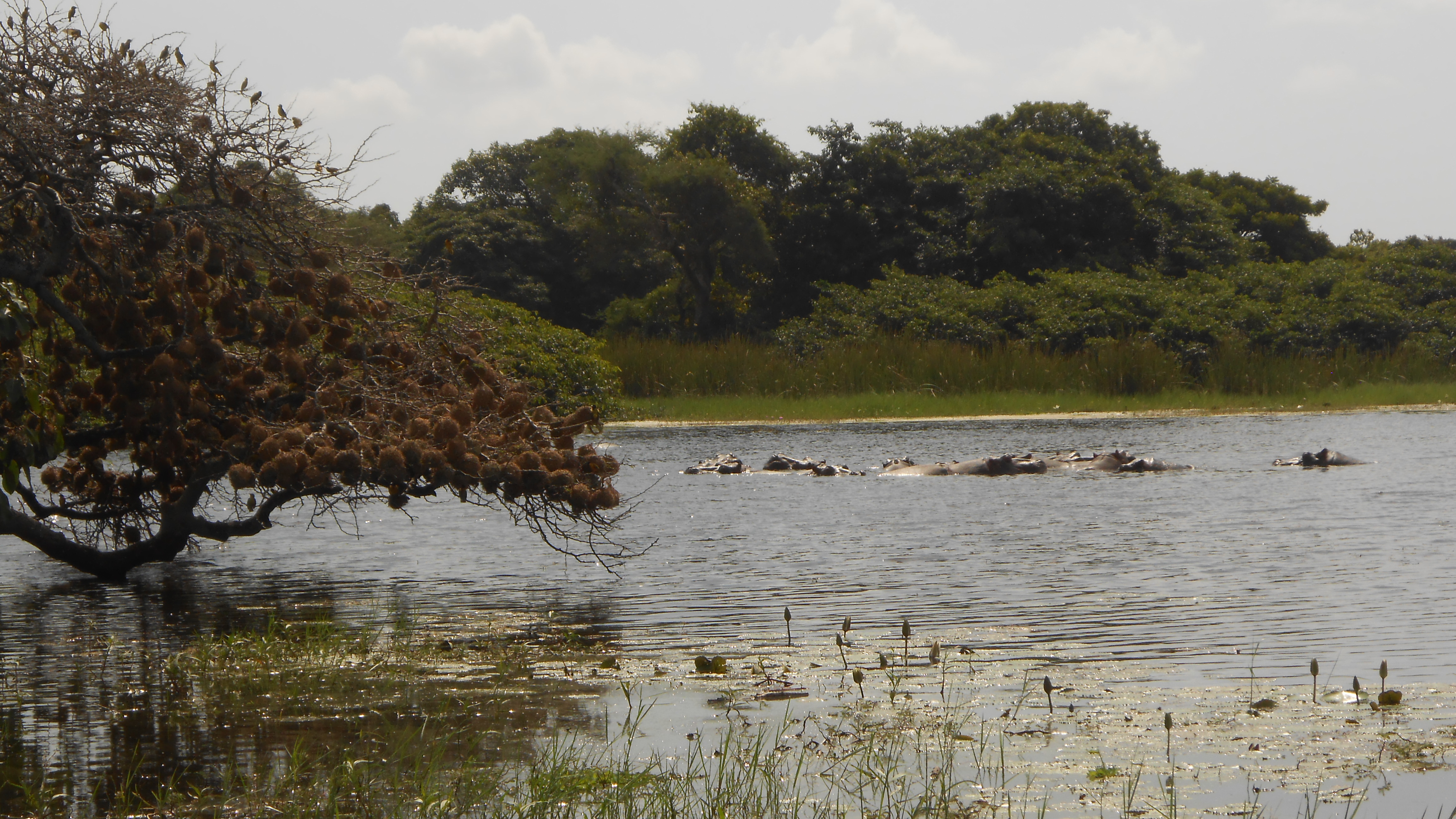
Laguna con hipopótamos en las islas Orango

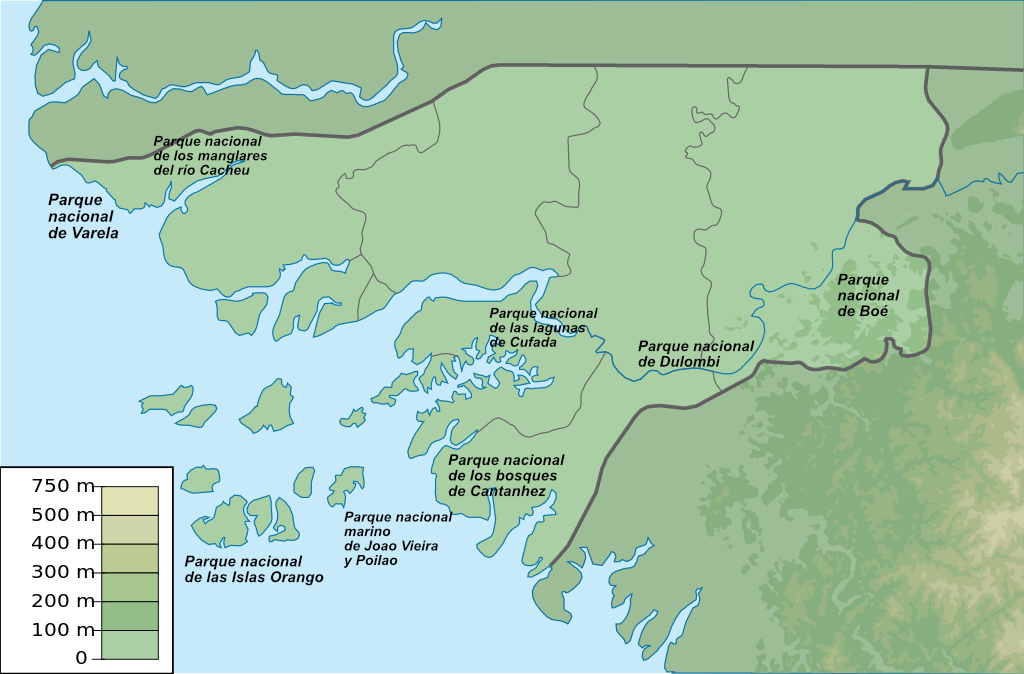
Parques nacionales de Guinea-Bisáu

En Guinea-Bissau hay 36 áreas protegidas repartidas entre mar y tierra, que cubren más de 16.000 km², de los cuales 5.670 km² son terrestres y 10.661 km² son marinos, el 10 % de los 106.507 km² que pertenecen a Guinea-Bisáu. El conjunto comprende 5 parques nacionales, 2 parques naturales, 1 parque nacional marino, 6 monumentos naturales, 1 área de protección, 1 área de protección de comunidad marina, 1 reserva de la biosfera, 2 reservas de fauna, 5 reservas forestales, 4 reservas de caza y 2 áreas no clasificadas.
- Parque nacional de Dulombi, 1.770 km², situado en el centro sur del país, en la conjunción de las regiones de  Gabú,  Bafatá y  Tombali, fronterizo con Guinea. Bosque abierto con zonas densas y bosques de galería. Lluvias de 1.500 mm entre junio y octubre. Forma parte del Complejo Dulombi-Boe-Tchetche (DBTC) con la adición de la Reserva de caza de Boé, de 1.315 km², propuesta para parque nacional, y el área protegida de Ché Ché, de 969 km², ambas al nordeste de Dulombi, con diversos ecosistemas afectados por el cambio climático y la humanización del paisaje. Actúa de corredor de animales hacia la costa, con elefantes, hipopótamos, elands gigantes y primates como el chimpancé.[6]

- Parque nacional de las Islas Orango, 1.582 km², en las islas Bijagós, un archipiélago formado por 18 islas principales y docenas de islas más pequeñas. El parque comprende cinco islas deshabitadas, Orango, Orangozinho, Meneque, Canogo e Imbone, y 3 islotes, Adonga, Canoupa y Anhatibe, que no tienen presencia humana permanente. El interior está dominado por palma aceitera, en la costa hay sabana y arenales. Hay hipopótamos, cocodrilos del NIlo y cocodrilos enanos, cinco especies de tortugas, entre ellas, la tortuga olivácea, la tortuga boba y la tortuga laúd. También hay delfines, antílopes y cercopitecos verdes.[7]

- Parque nacional de Boé (propuesto), 1.315 km², todavía reserva de caza como parte del Complejo Dulombi-Boé-Tchetche. El área protegida de Ché Ché enlaza Dulombi, al sur, y Boé, al sudeste de Guinea-Bisáu. Zona de selva con retazos de bosque abierto. Chimpancés.[8]

- Parque nacional de Varela (propuesto), 86 km², franja costera del norte de Guinea Bisáu, entre la desembocadura del río Cacheu y la frontera con Senegal, habitada por los diola. Diversos ecosistemas, manglares, sabana costera y zonas acuáticas. Tortugas, aves migratorias, cocodrilos, hipopótamos y gacelas. En peligro por las prospecciones en busca de minerales.[9][10] Enlaza por el sur con el Parque natural de los manglares del río Cacheu.

- Parque nacional de los Bosques de Cantanhez, 1.058 km². Bosque primario en el sur del país, en una zona húmeda, con precipitaciones de 2.000 a 2.500 mm, cultivos de arroz en manglares y recogida de productos del bosque para sus 20.000 habitantes. Al otro lado de la frontera con Guinea se encuentra el sitio Ramsar de las islas Tristao. Hay elefantes de bosque, que viajan entre los dos países, chimpancés, búfalos, antílopes ruanos, colobos blancos, facoceros y macacos, entre otros. El bosque se divide en matas, que ocupan las distintas islas e islotes.[11]

- Parque nacional marino João Vieira y Poilão, 495 km², incluyendo una zona marítima de 479 km², al sudeste del archipiélago de Bijagos. Importante para la reproducción de las tortugas, ecosistema de playas de arena, manglares y palma aceitera. Tres especies de tortugas: tortuga verde, tortuga carey y tortuga olivácea. Dos especies de delfines, delfín mular y delfín giboso atlántico, tiburones, etc. Sitio sagrado para las poblaciones indígenas, en especial la isla sagrada de Poilao, que es también el lugar de puesta más importante para la tortuga verde.[12] Al norte del archipiélago de Bijagos se encuentra la Comunidad marina protegida de Urok, de 545 km² y una zona marina de 398 km². Posee las mismas especies, pero se caracteriza por los amplios manglares llenos de marismas.[13]

- Parque nacional de las Lagunas de Cufada (propuesto), 890 km², primera zona protegida de Guinea Bisáu, todavía parque natural. Sitio Ramsar. Sudoeste del país, entre Fulacunda y Buba, la laguna de Cufada es la superficie de agua dulce más grande de Guinea-Bisáu,[14] con 33 aldeas, llamadas tabancas y cerca de cuatro mil habitantes. Hipopótamos, antílopes, búfalos, primates, manatíes, cocodrilos y tortugas.

- Parque natural de los manglares del río Cacheu, 886 km², incluye gran parte del estuario del río Cacheu, que comprende el mayor bosque de manglares de África Occidental, unos 600 km². Además de las numerosas aves migratorias, hay delfines de las especies delfín mular y delfín giboso atlántico, hipopótamos, manatíes africanos, cocodrilos del Nilo y cocodrilos enanos, antílopes jeroglífico, cercopitecos verdes, etc.[15]